# Miss Brasil 2019
Miss Brasil 2019 fue la 65.ª edición del certamen Miss Brasil, cuya final se llevó a cabo el 9 de marzo de 2019. 26 candidatas de diversos estados y el Distrito Federal del país compitieron por el título. Al final del evento, Mayra Dias, Miss Brasil 2019 de Amazonas, coronó a Júlia Horta de Minas Gerais como su sucesora. Horta representó a Brasil en Miss Universo 2019, donde terminó en el Top 20 de cuartofinalistas.

## Resultados
La ganadora de esta edición representara a Brasil en la 68.ª edición de Miss Universo.
| Resultado               | Estado y Candidata |
| ----------------------- | --- |
| Miss Brasil 2019        | Minas Gerais - Júlia Horta |
| 1ª. Finalista           | Ceará - Luana Lobo |
| 2ª. Finalista           | São Paulo - Bianca Lopes |
| Finalistas (Top 5)      | Río Grande del Norte – Erika Fontes Río Grande del Sur - Bianca Scheren                                                                          |
| Finalistas (Top 10)     | Amazonas - Lorena Alencar Espírito Santo - Thainá Castro Piauí - Dagmara Landim Santa Catarina - Patricia Marafon Tocantins - Alessandra Almeida |
| Semifinalistas (Top 15) | Distrito Federal - Gabriela Borges Paraíba - Kennya Araujo Paraná - Djenifer Frey Roraima - Natali Vitoria Sergipe - Ingrid Moraes               |

## Candidatas
27 candidatas participaron en el certamen:
(En la tabla se utiliza su nombre completo, los sobrenombres van entrecomillados y los apellidos utilizados como nombre artístico, entre paréntesis; fuera de ella se utilizan sus nombres «artísticos» o simplificados).
| Estado/Territorio    | Candidata           | Edad | Estatura | Residencia          |
| -------------------- | ------------------- | ---- | -------- | ------------------- |
| Acre                 | Sayonara Moura      | 25   | 1.75 cm  | Rio Branco          |
| Alagoas              | Raissa De Souza     | 21   | 1.75 cm  | RÍo Largo           |
| Amapá                | Brenda Lazareth     | 22   | 1.74 cm  | Santana             |
| Amazonas             | Lorena Alencar      | 26   | 1.74 cm  | Manaus              |
| Bahía                | Liliane Natiele     | 25   | 1.75 cm  | Salvador            |
| Ceará                | Luana Lobos         | 24   | 1.73 cm  | Quixadá             |
| Distrito Federal     | Ana Gabriela Borges | 21   | 1.75 cm  | Brasilia            |
| Espírito Santo       | Thainá Castro       | 24   | 1.75 cm  | Vitória             |
| Goiás                | Isadora Dantas      | 22   | 1.73 cm  | Anápolis            |
| Maranhão             | Anna Carolina Sousa | 24   | 1.78 cm  | Santo Amaro         |
| Mato Grosso          | Ingrid Santin       | 25   | 1.78 cm  | Rondonópolis        |
| Mato Grosso del Sur  | Priscila Vascchiano | 24   | 1.78 cm  | Campo Grande        |
| Minas Gerais         | Júlia Do Vale Horta | 25   | 1.75 cm  | Juiz de Fora        |
| Pará                 | Wilma Paulino       | 19   | 1.78 cm  | Marabá              |
| Paraíba              | Kennya Araujo       | 26   | 1.75 cm  | Nova Palmeira       |
| Paraná               | Djenifer Frey       | 20   | 1.80 cm  | Missal              |
| Pernambuco           | Bárbara Sousa       | 22   | 1.75 cm  | Recife              |
| Piauí                | Dagmara Landim      | 22   | 1.77 cm  | Sao Raimundo Nonato |
| Río de Janeiro       | Isadora Meira       | 26   | 1.77 cm  | Barra Mansa         |
| Río Grande del Norte | Erika Fontes        | 24   | 1.76 cm  | Monte Alegre        |
| Río Grande del Sur   | Bianca Scheren      | 20   | 1.75 cm  | Estrela             |
| Rondonia             | Hunaide Horitham    | 23   | 1.78 cm  | Ji-Paraná           |
| Roraima              | Natali Vitoria      | 22   | 1.73 cm  | Pacaraima           |
| Santa Catarina       | Patricia Marafon    | 25   | 1.70 cm  | Florianópolis       |
| São Paulo            | Bianca Lopes        | 22   | 1.68 cm  | Jaú                 |
| Sergipe              | Ingrid Moraes       | 24   | 1.76 cm  | Aracaju             |
| Tocantins            | Alessandra Almeida  | 19   | 1.77 cm  | Tocantinópolis      |